# Vredestein
Vredestein è un'azienda olandese specializzata nella progettazione e produzione di pneumatici per auto, motoveicoli, macchine agricole e biciclette. Fondata nel 1909, ha sede ad Enschede e stabilimenti ad Enschede e Gyöngyöshalász.
Dal 2009 è di proprietà dell'indiana Apollo Tyres.

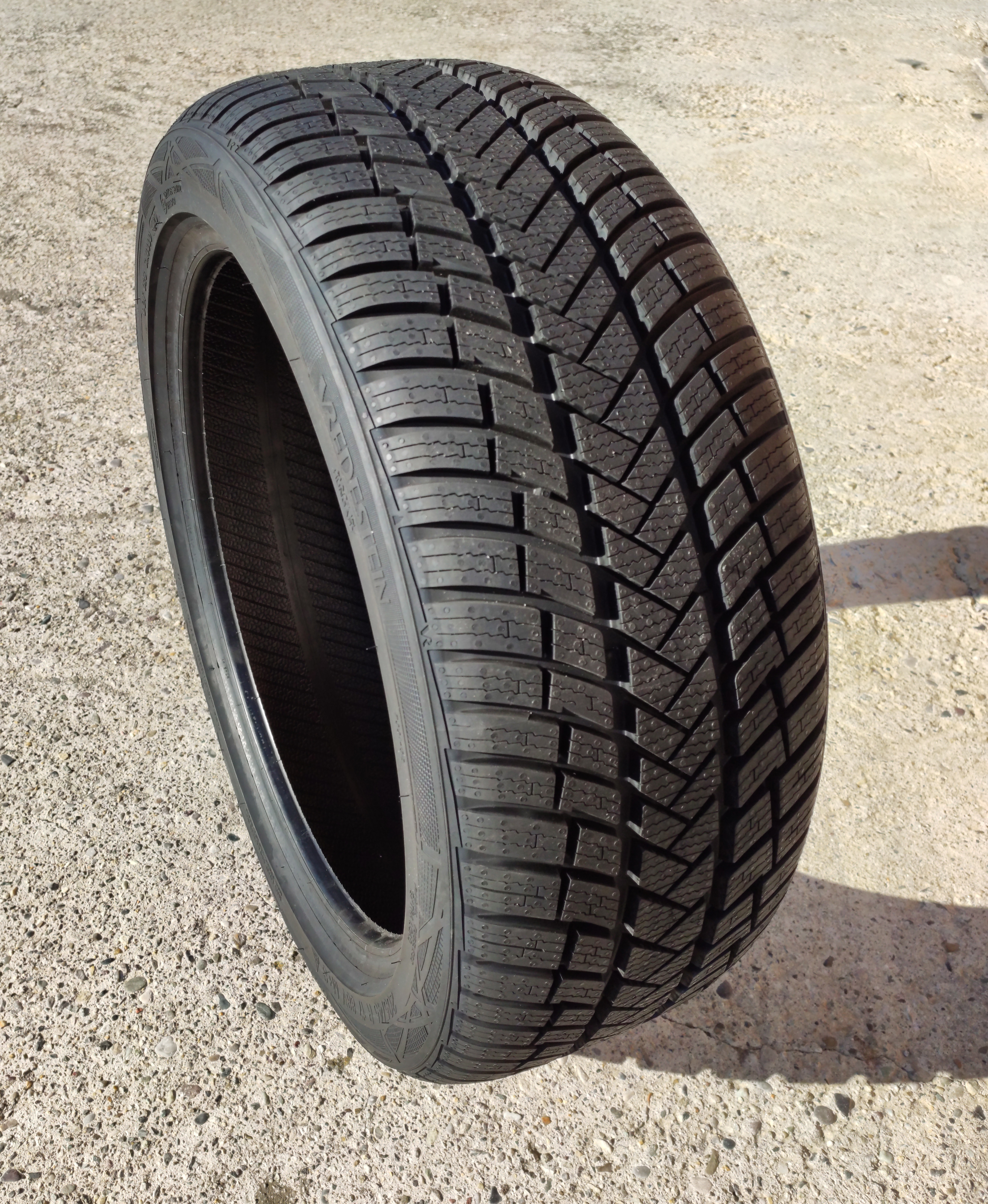
Uno pneumatico invernale Vredestein Wintrac Pro

## Storia

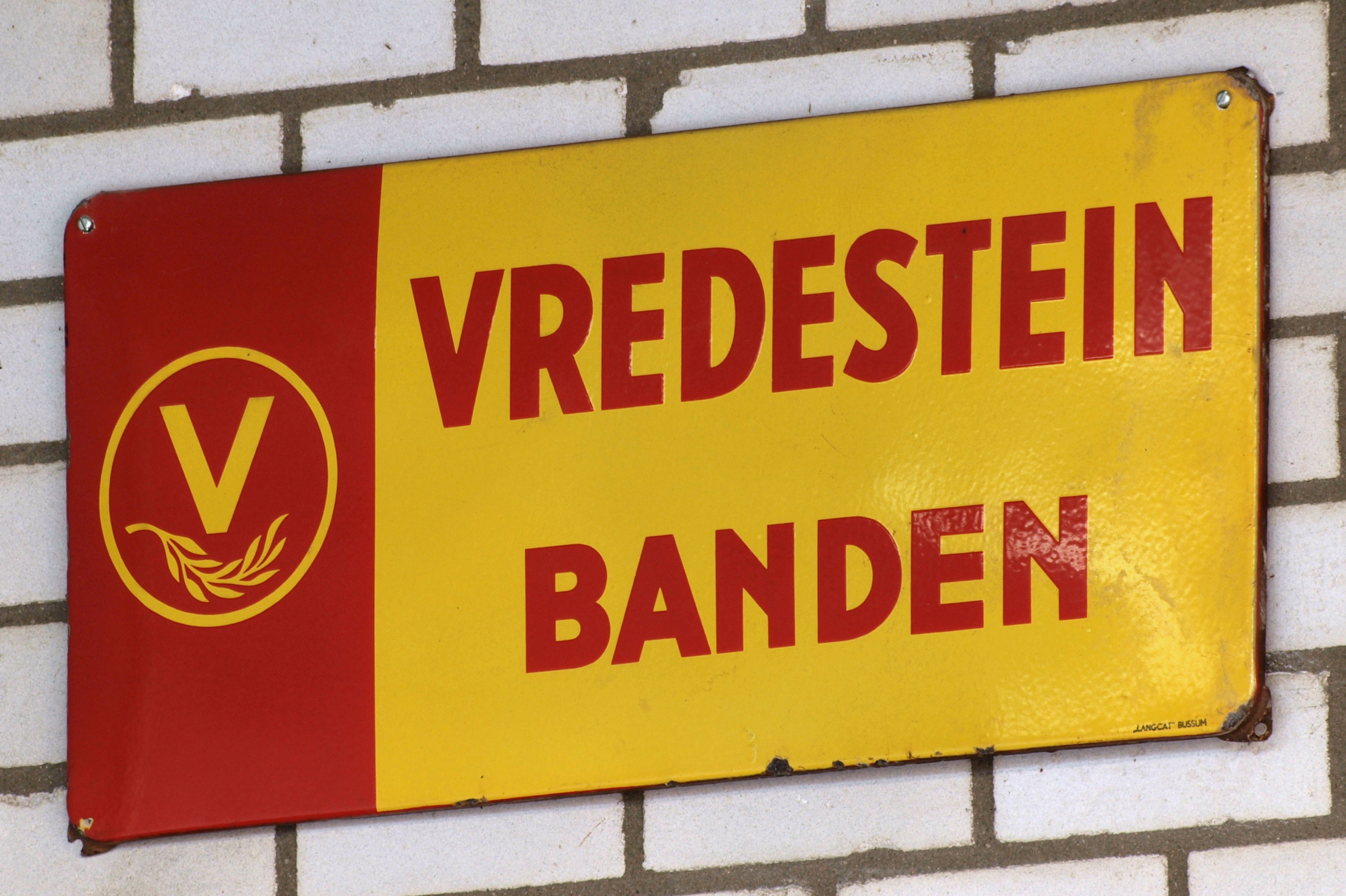
Pannello pubblicitario d'epoca per gli pneumatici Vredestein

Nel novembre 1908 l'imprenditore olandese Emile Louis Constant Schiff divenne proprietario dell'azienda Nederlandse Guttapercha Maatschappij, con sede a Delft, specializzata nella produzione di oggetti in guttaperca come tacchi per scarpe, stivali, camere d'aria per palloni e rivestimenti per pavimenti. L'anno successivo Schiff acquistò a Loosduinen una fattoria, convertendola in uno stabilimento per la produzione di gomma, materiale giudicato molto più durevole della guttaperca. La denominazione della compagnia fu quindi modificata in NV Rubberfabriek Vredestein (il toponimo Vredestein deriva dal nome originale della fattoria). Venne presto introdotta anche la produzione di pneumatici: nel 1910 venne dato il via alla fabbricazione di copertoni per biciclette, mentre nel 1912 a quella di pneumatici per auto.
Nel 1934 la maggior parte della fabbrica andò distrutta in un rovinoso incendio. Nonostante le difficoltà, la ricostruzione venne tempestivamente messa in atto e lo stesso anno venne anche aperta una fabbrica di pneumatici per biciclette a Doetinchem.
Nel 1947 venne costruita una nuova fabbrica ad Enschede, un anno dopo la costituzione della società NV Nederlandsch-Amerikaansche Autobanden-fabriek Vredestein, nata dalla fusione con BF Goodrich.
Dal 1997 l'azienda ha collaborato con il designer italiano Giorgetto Giugiaro per la progettazione e il disegno di alcuni modelli di pneumatici, tra cui Sportrac, Ultrac e Wintrac Xtreme.
Nel 2009 Vredestein venne acquisita da Apollo Tyres, formando la società Apollo Vredestein BV. Gli stabilimenti di produzione sono ad Enschede e, dal 2015, a Gyöngyöshalász, in Ungheria, e fabbricano pneumatici sia a marchio Vredestein che Apollo.